# Vanessa Pilon
Vanessa Pilon, née le 26 juillet 1985 à Laval au Québec, est une animatrice, journaliste et comédienne québécoise.
Le 1er août 2018, elle devient la mère d'une petite fille prénommée Claire avec son conjoint Alex Nevsky.
Depuis 2017, elle personnifie la fée des étoiles lors du défilé du Père Noël à Montréal.
Depuis 2023, elle anime le balado "L'école de la vie", un podcast de développement personnel. 
Elle est la fille du chanteur Michel Pilon.

## Télévision
- Salut, Bonjour! :  chroniqueuse médias sociaux
- Glam (V télé): Animatrice
- Occupation double(TVA) : animatrice d'Occupation double en continu
- Soleil tout inclus (Évasion) : animatrice
- Vrak Attak : Co-animatrice
- Switch tes fripes (Vrak): animatrice
- Chacun sa route (TVA): Animatrice
- Vlog (TVA): chroniqueuse
- Code F (Vrak) : Collaboratrice
- Allons Boire Ailleurs (TV5): Animatrice
- À boire et à manger (Télé-Québec): Animatrice

## Cinéma
- Jo pour Jonathan, de Maxime Giroux
- Les Poissons, de Jean Malek

## Autres engagements
- Ici Radio-Canada Première: Chroniqueuse culturelle
- Arsenal Art Contemporain: Ambassadrice
- Printemps numérique de Montréal: Porte-parole
- Foire Papier: Porte-parole
- Festival Mode & Design de Montréal: Porte-parole